# Zalin
Zalin falu Bosznia-Hercegovinában, a Bosznia-hercegovinai Föderáció Una-Szanai kantonjában, Bosanska Krupa községben.

## Fekvése
Bosznia-Hercegovina északnyugati részén, Bihácstól légvonalban 30, közúton 47 km-re keletre, Bosanska Krupa központjától légvonalban 8, közúton 13 km-re délkeletre fekvő dombos, erdős területen fekszik. Településrészei Potkrš – Alijagići, Zalin, Polje és Muslimanska Jasenica.

## Népessége
| Nemzetiségi csoport | Népesség 1991 | Népesség 2013 |
| ------------------- | ------------- | ------------- |
| Szerb               | 221           | 0             |
| Bosnyák             | 219           | 125           |
| Horvát              | 1             | 0             |
| Jugoszláv           | 0             | 0             |
| Egyéb               | 3             | 0             |
| Összesen            | 444           | 125           |

## Története
A település középkori eredetére utal, hogy a Kekića Glavicán a régi település nyomai láthatók. Zalin és Turska Jasenica határán pedig egykor templom állt, mely körül kovácsolásra utaló salak maradványait találták. Zalin a hagyomány szerint arról kapta a nevét, hogy egykori vízzel elöntött terület volt. A falu ma is egy karsztfennsík mélyebben fekvő részén fekszik. A Kekića Glavicát, amelyet Zalinska Glavicának is hívnak, az ott élő Kekić muszlim családról nevezték el, mely azóta a Posavina vidékére költözött.
A mai Muslimanska Jasenica eredetileg három falu volt: Jasenica Hasanbegova, Jasenica Hadžibegova és Jasenica Turska. Ez utóbbiban volt egy toronyvár. Ebben a toronyban volt 1745-ben a mecset és az első iskola. A második világháborúban a mecset porig égett, a gyülekezetek pedig ennek a réginek az alapjain új mecsetet építettek. Ünnepélyes megnyitója 1966.október 16-án volt. A boszniai háború idején a mecsetet és a minaretet lerombolták. A mai mecset alapkő letételi ünnepségére 2000. október 28-án került sor, megnyitása pedig 2003. október 18-án történt. A mecset mellett épült az új gyülekezeti ház.
A boszniai háború során összesen 54 lakóépület sérült meg, ebből 2009-ig 27-et építettek újjá, 27-et pedig nem sikerült helyreállítani (ebből 12 épület a bosnyákok, 15 épület pedig a kitelepített szerb nemzetiségű családok tulajdonában van.

## Nevezetességei
A Muslimanska Jasenica-i mecset 2000 és 2003 között épült.